# Rio Água Guadalupe
O Rio Água Guadalupe é um curso de água de São Tomé e Príncipe, localizado no distrito de Lobata, ilha de São Tomé. Este curso de água corre para Norte até encontrar o entre a Praia Guegue e a Praia dos Tamarinos.